# Lacus Servilius
Lacus Servilius, även Lacus Servilii, Servilius källa, var en fontän på Forum Romanum i antikens Rom. Den var belägen vid Vicus Iugarius mellan Basilica Iulia och Saturnustemplet.
Sulla lät år 82 f.Kr. utnämna sig till diktator och lät mörda alla personer som ansågs vara fiender till staten. De halshuggnas huvuden visades upp vid Lacus Servilius.
Agrippa lät smycka Lacus Servilius med en skulptur föreställande hydran.
Lacus Servilius förstördes i samband med att Basilica Iulia drabbades av en eldsvåda år 9 e.Kr.